# Vinogradovskij rajon
Il Vinogradovskij rajon (nome ufficiale in russo Виноградовский муниципальный район, traslitterato Vinogradovskij municipal'nyj rajon) è un distretto dell'Oblast' di Arcangelo, in Russia. Il centro amministrativo del distretto è l'insediamento urbano di Bereznik.

## Geografia antropica

### Suddivisioni amministrative
Il distretto comprende un comune urbano e 8 comuni rurali. Oltre all'insediamento urbano di Bereznik il distretto conta insediamenti rurali e villaggi tra cui Sel'men'ga, Jakovlevskaja, Važskij, Moržegory, Osinovo, Ročegda, Ust'-Vaen'ga, Šidrovo.